# 케 포브레스 탄 리코스
《케 포브레스 탄 리코스》(스페인어: Qué pobres tan ricos)은 2013년 방영된 멕시코의 텔레노벨라이다.